# 孙登 (隐士)

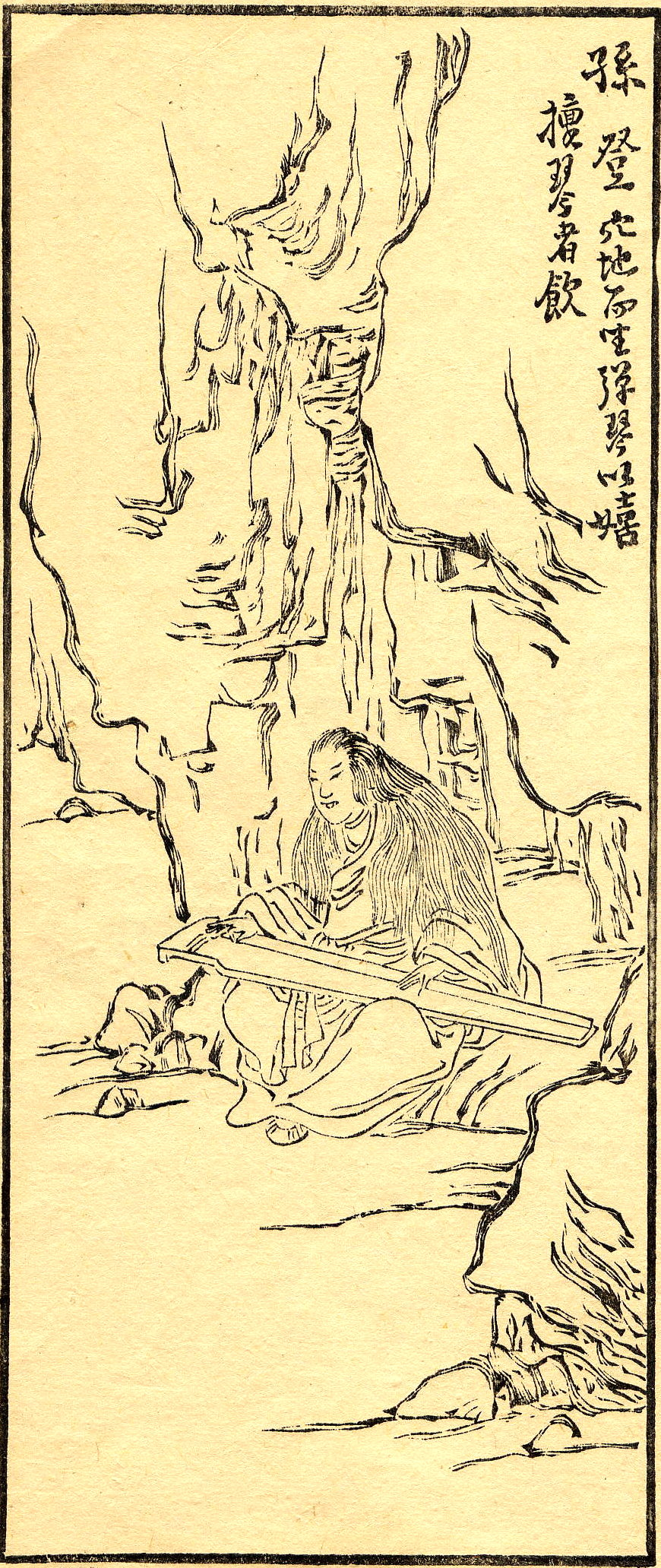
《列仙酒牌》中描繪孫登彈奏只有一根弦的琴的畫作（《列仙酒牌》是一本畫集，由任渭長畫成線描畫原稿，蔡照初刻板，刊印發行於約1850年代）。

孫登，字公和，又稱蘇門孫真人、孫廣田等，是一位據稱出身曹魏晚期汲郡共縣的隱士。
《神仙傳》稱孫登沒有父母以外的親人，（獨自）住在汲郡北側山區土坑（土窟）中，愛好閱讀《易經》，並彈奏只有一根弦的琴（《真誥》稱他「獨弦能彈而成八音」 ），且很少出現憤怒情緒。 有人使他落水，想要看到他憤怒的樣子，他在脫身後大笑。 他曾住在宜陽山。 魏文帝曹丕派遣阮籍觀察他，阮籍與他相遇後嘗試與他對話，但他沒有回應。 嵇康被描寫曾與他長時間相處互動；《世説新語》中記載嵇康在汲郡山中與孫登相遇，兩人分別時孫登說嵇康才華高但「保身之道不足」； 《神仙傳》則稱孫登在與嵇康分別時告訴對方「子識火乎？生而有光，而不用其光，果在於用光？人生而有才，而不用其才，果在於用才？故用光在乎得薪，所以保其體；用才在乎識貞，所以全其生。今子才多識寡，難乎免於今之世矣！子無求乎？」
王隱撰《晉書》稱他「夏則編草為裳，冬則被髮自覆。」 《晉書》等有記載他長嘯的突出表現。 
《神仙傳》稱無人知曉孫登最後的行蹤。 嵇康在《幽憤詩》中寫道：「昔慚柳惠，今愧孫登。」
王洙在《分門集註杜工部詩》稱楊駿曾召募孫登，並贈與布被，孫登隨即將布被割斷，並大喊道「斫斫刺刺」。
《太平廣記》中也有他的傳記；該文文末稱其內容抄自《神仙傳》，但文字明顯不同。

## 參看
- 長嘯 (道教)
- 孫思邈：在道教中有時被與孫登混淆，是一位醫學家與藥學家

## 延伸阅读
[在维基数据编辑]
 《晉書·卷094》，出自房玄齡《晉書》